# Daniel Mariano Bueno
Daniel Mariano Bueno (nacido el 15 de diciembre de 1983) es un exfutbolista brasileño que se desempeñaba como delantero.
Jugó para clubes como el São Caetano, Omiya Ardija, Santo André, Noroeste, Sigma Olomouc, Tarxien Rainbows y Odra Wodzisław Śląski.

## Trayectoria

### Clubes
| Club                  | País            | Año         |
| --------------------- | --------------- | ----------- |
| São Caetano           | Brasil          | 2003        |
| Omiya Ardija          | Japón           | 2004        |
| Santo André           | Brasil          | 2005        |
| Noroeste              | Brasil          | 2006        |
| Atlético Sorocaba     | Brasil          | 2007        |
| Sigma Olomouc         | República Checa | 2007 - 2008 |
| Tarxien Rainbows      | Malta           | 2008 - 2009 |
| Odra Wodzisław Śląski | Polonia         | 2009 - 2010 |
| Tarxien Rainbows      | Malta           | 2010 - 2014 |